# Périmètre de reboisement de la ville de Parakou
Le Périmètre de reboisement de Parakou (PRP) est une zone protégée située dans la ville de Parakou, dans le département du Borgou, au nord du Bénin.

## Historique
Le périmètre de reboisement de Parakou est protégé pour son rôle dans la conservation de la végétation naturelle de la ville, conformément à l'arrêté N°20/79SE du 21 avril 1949. À sa création, il couvrait une superficie de 333 hectares, mais celle-ci a été réduite à 195 hectares en raison de fortes pressions humaines et de décisions politico-administratives, telles que l’aménagement et l’extension du quartier Médina, l’implantation de l’usine COTEB et la création du Musée Plein Air de Parakou. Cette délimitation vise également à garantir la préservation de la forêt sacrée de Gbébou Yèkè,.

## Situation géographie
Le périmètre de reboisement de Parakou se trouve dans le quartier Kpébié, à proximité du parc automobile de la ville, dans le premier arrondissement. 

## Écosystème
Le Périmètre de reboisement de Parakou comprend une diversité d’écosystèmes tant floristiques que fauniques. La faune est représentée par des oiseaux, des mammifères et des reptiles. La végétation est principalement composée de Khaya senegalensis, Isoberlinia thomentosa et Senna siamea.

### Note
- (fr) Cet article est partiellement ou en totalité issu de l’article de Wikipédia en français intitulé « Périmètre de reboisement de la ville de Parakou » (voir la liste des auteurs).